# 彭城窑
彭城窯，古代北方民窯，磁州窯的中心窯場之一。彭城窯創始於宋，經過金元的發展，在元末明初達到頂峰，並且一直延續到民國時期。窯地位於河北省邯鄲市峰峰矿区彭城镇，有鹽店和大廟坡兩處遺址。該窯產品十分豐富，尤其在元明時期，造型有碗、盤、瓶、罐、壇、盆、爐、枕、瓷俑及陶瓷玩具等，裝飾技法有白地黑花、白地赭花、灰地白彩、刻劃花、綠釉、五彩、翠藍釉及黑釉、天目釉等。

## 產品特點
元末明初，彭城窯鼎盛時期，注重瓷器裝飾藝術，粗瓷細做。此時產品圖案形象生動誇張，紋飾率意豐富。明代以後彭城窯的範圍有所收縮，只集中在彭城附近。所制白瓷及白地繪黑花瓷器，以盤、碗、壺、罐、瓶類居多，比較此前產品稍顯粗糙，花紋也以簡化的折枝花為主。另有小部分産品做工較細。